# Therobia japonica
Therobia japonica är en tvåvingeart som först beskrevs av Ueda 1960.  Therobia japonica ingår i släktet Therobia och familjen parasitflugor. Inga underarter finns listade i Catalogue of Life.